# Fazle-Omar-Moschee
Die Fazle-Omar-Moschee (Urdu مسجد فضلِ عمر DMG Masǧid Faḍl ʿUmar) wurde am 22. Juni 1957 im Hamburger Stadtteil Stellingen in der Wieckstraße von der Ahmadiyya Muslim Jamaat (AMJ) eröffnet. Sie ist nach der Moschee im sogenannten Halbmondlager in Wünsdorf bei Zossen, einem Lager für muslimische Kriegsgefangene während des Ersten Weltkriegs, und der Wilmersdorfer Moschee in Berlin die drittälteste Moschee in Deutschland und der erste Moscheeneubau nach dem Zweiten Weltkrieg.

## Geschichte
Der Gedanke zur Errichtung eines islamischen Gebetshauses entstand im Jahre 1955, als Mirza Baschir ud-Din Mahmud Ahmad, Khalifat ul-Massih II. und Oberhaupt der weltweiten AMJ, erstmals Hamburg besuchte. Am 27. Juni 1955 wurde er von Josef von Fisenne (CDU), damals Senator der Baubehörde und später der Polizeibehörde (Inneres), im Hamburger Rathaus empfangen.

Jubiläumslogo (2007)

Der Grundstein zum Bau der Moschee wurde am 22. Februar 1957 gelegt. Der Bau wurde von der AMJ finanziert. Daneben beteiligten sich Kreditinstitute wie die Deutsche Bank, die Dresdner Bank und die Vereinsbank mit Spenden von jeweils 500 DM. Architekt der Moschee war ein deutschstämmiger Ahmadi-Muslim, der zuvor durch die Missionsarbeit des Imams Chaudhry Abdul Latif zum Islam konvertiert war. Imam Latif war der Vater des Meteorologen Mojib Latif.
Der Vorsitzende des Internationalen Gerichtshofes, Sir Muhammad Zafrullah Khan, eröffnete am 22. Juni 1957 die Fazle-Omar-Moschee. Bei der Eröffnungsfeier waren der Bezirksamtsleiter Stellingen/Eimsbüttel und Professoren der Universität Hamburg sowie die Botschafter der Länder Pakistan, Indien und der Niederlande anwesend.
Dem Bau der Hamburger Moschee folgte bereits zwei Jahre später der Bau der Nuur-Moschee in Frankfurt am Main.

## Bedeutung der Moschee
Die Fazle-Omar-Moschee diente bis zur Fertigstellung der Imam-Ali-Moschee 1965 als einzige islamische Gebetsstätte in Hamburg und Umgebung. Der Moscheeneubau gilt als wichtiges Zeichen in der Geschichte des Islams in Deutschland und ermöglichte die organisatorische Diversifikation des Religionslebens in Hamburg. Die AMJ nutzt die Moschee von Anbeginn für interreligiöse Dialoge und Diskussionsrunden. Sie beteiligt sich ebenfalls am Tag der offenen Moschee, um den Mitbürgern symbolisch die Tür zur Moschee zu öffnen, wenngleich die Moschee das ganze Jahr über offen steht und als Informationsstelle für Schulklassen, Behördengruppen und andere Institutionen genutzt wird.